# Aeronave de alas giratorias
Un aeronave de alas giratorias es un aerodino (una aeronave más pesada que el aire) en la cual las fuerzas de sustentación se logran mediante el giro de alas o palas, que forman parte del rotor, alrededor de un eje fijo.

## Clasificación
- Autogiro: el rotor gira como consecuencia del desplazamiento de la aeronave y genera la sustentación necesaria sin necesidad de ninguna potencia aplicada sobre él. Sin embargo, es necesario que estén dotados de un sistema motopropulsor que permita el vuelo de avance horizontal. Puede volar a velocidades muy lentas pero, a diferencia del helicóptero, no puede realizar vuelo a punto fijo, ya que al no tener velocidad de avance el rotor no gira y por tanto no sustenta.
- Helicóptero: el rotor es movido por un motor y está articulado de forma que es sustentador y propulsor.
- Girodino: es un helicóptero que puede ser helicóptero o autogiro ya que la potencia del motor puede aplicarse al rotor o a las hélices propulsoras que, en el modo helicóptero, realizan la función de rotor antipar.
- Convertiplano: las hélices-rotores (proprotor) cambian su actitud 90° respecto al fuselaje actuando como rotores en el modo helicóptero y como hélices en el modo avión con alas fijas. Al tener 2, compensa el par de fuerzas girando las hélices en sentidos contrarios.